# Ловпу

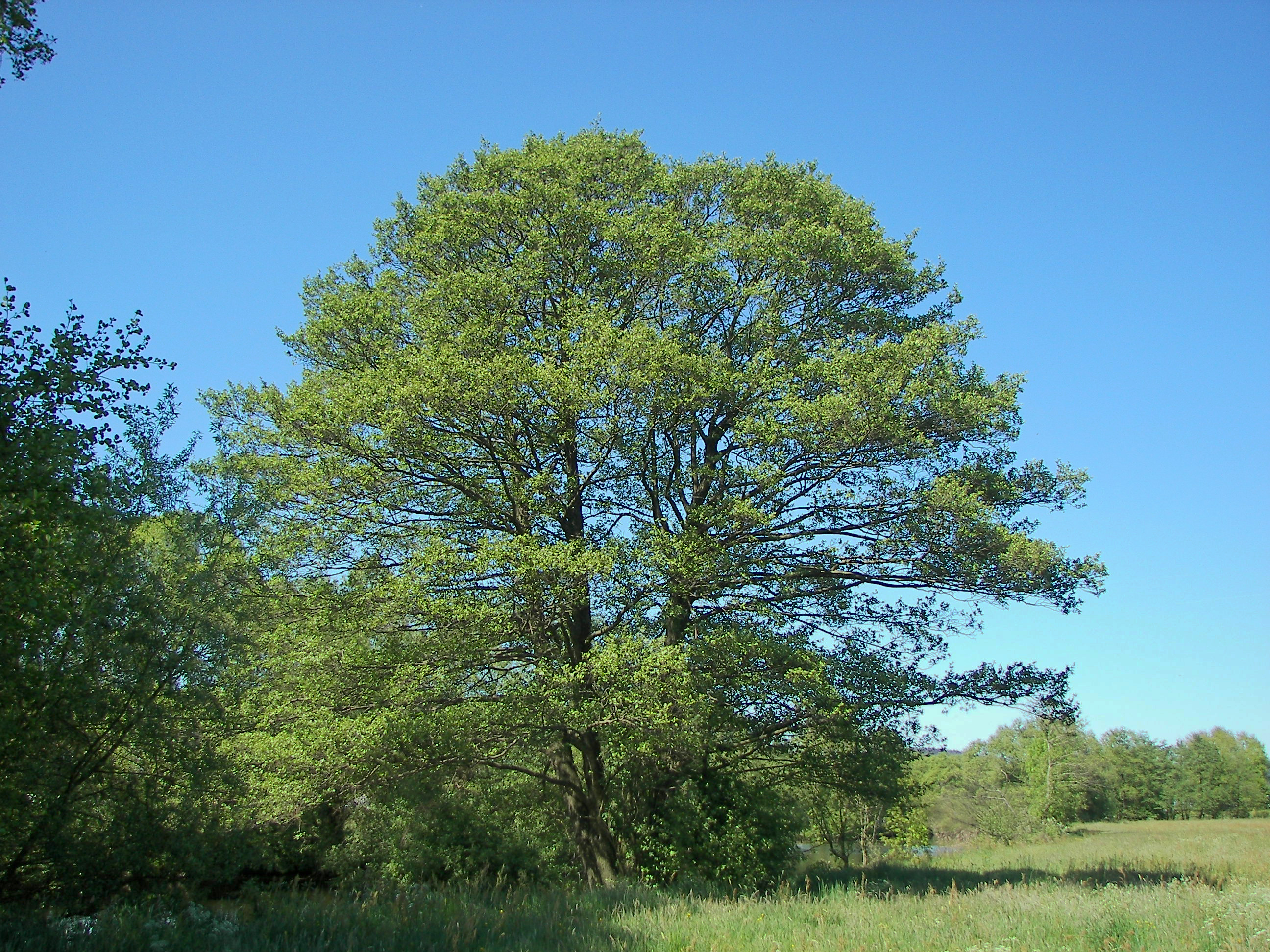
Ольха — дерево души в мифологии коми

Ловпу (коми ловпу «ольха») — дерево души в мифологии коми. 
Народная этимология сближала название дерева с коми лов «душа», соответственно слово ловпу трактовалось как «дерево души».

## Описание
Ловпу приписывалась исключительная мощь, против которой бессильны даже самые могучие колдуны (тöдысь): ольховой пулей можно убить даже колдуна, неуязвимого для любых других видов оружия. Умерший колдун не может больше ожить, если ему вбить в анус ольховый кол.
В быличках коми встречается сюжет на тему очищения от пеж — скверны. Действующие лица: старик (по одним источникам — святой, по другим — колдун) и девушка, дочь колдуна или нечистых сил. Пока старик бьёт девушку ольховым прутом, из её чрева выходят разные твари хтонического мира: насекомые, змеи, ящерицы, после чего она становится чистой.
Считалось, что ловпу может рассказать об убийстве человека — вероятно, из-за того, что если ольху распилить, то срез на воздухе приобретает красный цвет, напоминающий кровь убитого человека. Для того, чтобы ловпу указала на убийцу, следовало сделать из её древесины дудочку или рожок.